# Stereopalpus californicus
Stereopalpus californicus är en skalbaggsart som beskrevs av Abdullah 1965. Stereopalpus californicus ingår i släktet Stereopalpus och familjen kvickbaggar. Inga underarter finns listade i Catalogue of Life.